# Colônia Militar de Santa Teresa
A Colônia Militar de Santa Teresa, já desaparecida, ficava localizada à margem direita do rio Itajaí, na atual cidade de Alfredo Wagner, em Santa Catarina, a 16 léguas da cidade de São José e 18 léguas da estrada de Lages.
Segundo relatório de Luís Alves de Lima e Silva, futuro Duque de Caxias, datado de 1862, o então ministro da Guerra comenta sobre essa colônia: "Esta colônia, criada pelo decreto nº 1266 de 8 de Novembro de 1853, está assentada na estrada que comunica a cidade de S. José com a vila de Lages. Sua população é de cerca de duzentos habitantes, inclusive as praças que ali existem. Empregam-se na cultura de cereais e na criação de gado (...)."
Em 1878, segundo relato de José Bento de Araújo a Joaquim da Silva Ramalho, a população da colônia estava decrescendo e necessitando de suporte governamental. Na ocasião, 77 pessoas habitavam a colônia, dentre adultos e crianças.
No relatório do ano de 1881, o então ministro da Guerra Franklin Américo de Menezes Dória comenta também sobre a colônia: "A Colônia Militar de Santa Thereza, fundada na província de Santa Catarina em 1 de janeiro de 1854, e situada na estrada geral entre as cidades de S. José e Lages, nas margens do Itajaí, conta 518 habitantes. A sua lavoura, conquanto diminuta, satisfaz as necessidades da população, constando de fumo, algodão e cereais. Possui a colônia 93 casas e uma capela em construção, tendo também nove engenhos de farinha de mandioca, oito de açúcar, uma oficina de ferreiros, outra de tanoeiros, e outra de sapateiro. O seu estado sanitário é bom." 